# Роквил (Индијана)
Роквил (енгл. Rockville) град је у америчкој савезној држави Индијана.

## Демографија
По попису из 2010. године број становника је 2.607, што је 158 (-5,7%) становника мање него 2000. године.
| Група             | 2000.         | 2010.         |
| Белци             | 2.699 (97,6%) | 2.557 (98,1%) |
| Афроамериканци    | 4 (0,1%)      | 2 (0,1%)      |
| Азијати           | 8 (0,3%)      | 4 (0,2%)      |
| Хиспаноамериканци | 23 (0,8%)     | 19 (0,7%)     |
| Укупно            | 2.765         | 2.607         |